# Haojiaying
Haojiaying (kinesiska: 郝家营乡, 郝家营) är en socken i Kina. Den ligger i provinsen Hebei, i den norra delen av landet, omkring 200 kilometer nordväst om huvudstaden Peking. Antalet invånare är 8 956. Befolkningen består av 4 383 kvinnor och 4 573 män. Barn under 15 år utgör 13,0 %, vuxna 15-64 år 72 %, och äldre över 65 år 13,0 %.
Genomsnittlig årsnederbörd är 555 millimeter. Den regnigaste månaden är juli, med i genomsnitt 158 mm nederbörd, och den torraste är december, med 3 mm nederbörd.